# Toma de Patascoy
La Toma de Patascoy o Ataque al cerro Patascoy fue un ataque perpetrado por las Fuerzas Armadas Revolucionarias de Colombia - Ejército del Pueblo (FARC-EP) el 21 de diciembre de 1997 en límites entre los departamentos colombianos de Nariño y Putumayo en el marco del conflicto armado interno en Colombia. Las FARC-EP atacaron la base militar ocupada por un pelotón del Batallón de Infantería Batalla de Boyacá, donde funcionaba la Estación de Comunicaciones del Ejército Nacional en el cerro de Patascoy (3.950 m s. n. m.), con aproximadamente 150 - 200 hombres. El ataque duró solo cerca de 15 minutos. Durante los hechos, 10 soldados murieron y 18 más fueron secuestrados. En 2001 16 de ellos fueron liberados. El cabo del Ejército Nacional Libio José Martínez el único que permanecía en cautiverio, fue asesinado por las FARC-EP el 26 de noviembre de 2011. El ataque fue comandado por alias "Joaquín Gómez" con los frentes 2, 32 y 48 del Bloque Sur de las FARC-EP.

## Antecedentes
A finales de septiembre de 1997, habitantes de las laderas del cerro Patascoy comenzaron a advertir a miembros del Ejército Nacional que en el área merodeaba un hombre desconocido (al que nunca se logró contactar). A principios de octubre, tras nuevas denuncias de los campesinos de la zona, el ejército inspecciono el área, pero no encontró ningún sospechoso. El reporte fue remitido oficialmente al comando del batallón Batalla de Boyacá en Pasto. Nuevos reportes sobre avistamientos del sujeto, dieron paso a que estos datos fueron analizados por inteligencia militar, que emitió un memorándum de advertencia a las bases del área sobre una posible operación de tráfico de armas por parte de las FARC-EP, informando entre ellas a la Brigada 24 que opera en Putumayo. El 8 de octubre. en una operación, el Ejército Nacional decomisó 252.000 cartuchos para fusiles Galil, AR-15, AK-47 y G-3 en el corregimiento Puerto Colombia, municipio de Puerto Asís, Putumayo, cercano al Cerro Patascoy. Los militares creyeron haber cortado todos los planes de las FARC-EP, pero el sujeto sospechoso siguió merodeando por la zona. Nuevos informes de inteligencia, alertaban de la posible presencia de alias "Joaquín Gómez", comandante de las FARC-EP en la frontera con Ecuador, área de relativa cercanía a Patascoy.
El General de la Fuerza Aérea Colombiana, Héctor Fabio Velasco Chávez, inspeccionó la base en el cerro Patascoy. El oficial elaboró un informe en el que enumeró un centenar de debilidades dentro de las instalaciones del puesto militar y formuló cerca de 30 recomendaciones, entre las que mencionó "minar el acceso al cerro, realizar relevos de la guardia más continuamente y mejorar el bienestar de la tropa que custodiaba la base". El 14 de diciembre el Batallón de Inteligencia N.º 3, de Cali, realizó un radiograma en el que previó lo que podría pasar en Patascoy:

"Permítome informar ese comando informaciones indican concentración bandoleros bloque sur FARC número aproximado 200, cuadrillas 2, 14, 32, ubicados 7.5 kilómetros suroccidente municipio Santiago y 20 kilómetros norte cerro Patascoy, coordenadas 01 06 53 latitud norte y 76 59 27 longitud oeste. Mencionados pretenden efectuar transcurso próximos días ocupamientos base militar Patascoy o base militar Puerres (...) extremar medidas seguridad alertar personal bajo su mando".

Atendiendo los informes, el comandante del batallón Batalla de Boyacá con sede en Pasto, coronel Julio Burgos, envió un helicóptero para patrullar la zona y descargar alimentos y enseres, pero solo pudo sobrevolar por unas horas debido al mal tiempo reinante en la zona.
Los testimonios de los exmilitares señalan que se creía que la guerrilla iba a atacar el cerro desde antes del martes 16 de diciembre. Se sabía también que los guerrilleros se movían por Granadillo y Santafé, avanzando desde la La Hormiga, Putumayo.

## Ataque
En la madrugada del 21 de diciembre de 1997 entre 150 y 200 guerrilleros de las FARC-EP lanzaron un asalto masivo sobre el cerro Patascoy, guarnecido por 32 militares comandados por el subteniente Mauricio Giovanni Hidalgo. Tras arrojar una lluvia de bombas artesanales sobre las instalaciones del complejo, los guerrilleros sometieron rápidamente a los soldados que custodiaban la base, desconcertados y sin nadie que los comandara. El Teniente Hidalgo, que dormía al pie de la central de radio había muerto al comienzo del ataque insurgente. 
En una entrevista con el periodista sueco Dick Emanuelsson, alias "Rodolfo" , uno de los guerrilleros que lideró la toma a Patascoy, dijo que los guerrilleros estaban preparados para arremeter durante dos horas sobre la base militar, pero que la ofensiva sólo tardó al final 15 minutos porque "los soldados no tenían buen equipo para el frío ni buena alimentación, que estaban descuidados por los superiores y desmoralizados".
Hacia las 5 de la mañana según los relatos de los soldados capturados, los guerrilleros se pusieron en movimiento y comenzaron a replegarse por la trocha del oleoducto trasandino tras haber matado a 10 soldados y capturado a 18 más; solo cuatro habían logrado huir ilesos, pero uno de ellos murió al caer en un abismo. A las 8 moviéndose en torno a la ladera del cerro, divisaron un helicóptero. La guerrilla se camufló y lo dejó acercar. Cuando estuvo al alcance abrieron fuego y lo impactaron, obligándolo a regresar a la base.
Los soldados secuestrados fueron llevados hacia La Hormiga (Putumayo) por senderos donde abundaban arbustos de coca y luego a la región del Caquetá, a veces a pie, cabalgando, o en vehículos. Algunos de los soldados secuestrados recuentan que el comandante a cargo de llevarlos fue alias "El Paisa".

## Video del ataque
Las autoridades colombianas capturaron en el occidente de Medellín a Rómulo Leal, alias "Arley Leal",  comandante del Frente 32 de las FARC-EP. Leal participó en el ataque a Patascoy y Las Delicias, en el Caquetá. La captura se produjo en una vivienda del barrio Castilla en una operación conjunta de la Unidad de Derechos Humanos del CTI de la Fiscalía y la Sipol de la Policía Metropolitana. Las autoridades encontraron una película sobre la toma al Cerro de Patascoy, realizada el 21 de diciembre de 1997 y filmada por la misma guerrilla.

## Consecuencias
Solo una semana después del ataque, se rescataron los cadáveres de los 10 militares y se estableció que habían sido capturados otros 18. El Ejército Nacional  inició una investigación interna que culpó a los comandantes de división y de brigada, generales Eduardo Camelo Caldas y Julio Eduardo Charry, así como al excomandante del batallón Batalla de Boyacá, coronel Álvaro Ruiz. El alto mando militar decidió relevar a los tres comandantes de esa región por el desastre de Patascoy. Las FARC-EP mantuvieron secuestrados a los soldados y los utilizaron para presionar al gobierno a un acuerdo humanitario en el que se pediría la liberación de 500 guerrilleros presos. El Consejo de Estado en 2014 declaró como víctimas del Conflicto a los militares caídos en el asalto.